# Александр Малецький
Александер Малецький або Саріуш Александер Антоні Влодзімеж Малецький (пол. Aleksander Małecki або пол. Saryusz Aleksander Antoni Włodzimierz Małecki; 4 вересня 1901, с. Зарубинці, у королівстві Галичини та Володимирії (нині — Збаразький район Тернопільської області) — вересень 1939) — польський спортсмен, художник. Бронзовий призер у командному виступі з фехтування на Літніх Олімпійських іграх 1928 року в Амстердамі.

## Життєпис
Навчався у приватній гімназії імені Адама Міцкевича у Львові.
Учасник битви за Львів. Один зі Львівських орлят. У 17-річному віці перервав навчання, щоб брати участь (з 5 листопада до 10 грудня 1918 року) у боях за Львів під час польсько-української війни.
Згодом переїхав у Краків, де добровольцем вступив у полк уланів, склав іспити на атестат зрілості в 1920 році. Поступив на факультет живопису Краківської Академії образотворчих мистецтв, яку закінчив у 1927 році.
У 1928 пройшов навчання в Школі резерву подхорунжих кавалерії. У 1936 отримав чин поручика запасу.
З 1922 року займався у студентській секції фехтування. Двічі ставав чемпіоном Польщі (1924 і 1928) та віце-чемпіоном (1925 і 1926) з фехтування на шпагах. У чемпіонаті Польщі з фехтування на шаблях у 1925 зайняв II місце, тричі — IV місце (1924, 1926, 1927).
Учасник Літніх Олімпійських ігор 1928 року в Амстердамі, де в команді з Т. Фрідріхом, К. Ласковським, А. Папеєм, В. Сегдою та Забельським виграв бронзову медаль для Польщі. Це була перша олімпійська медаль в історії фехтування Польщі. Тоді ж закінчив спортивну кар'єру.
Учасник другої світової війни. У вересні 1939 був призваний з резерву у польську армію та боровся з частинами вермахту.
Подальша доля А. Малецького невідома. Допускають, що після поразки у вересневій кампанії 1939 року, намагався сховатися та перейти кордон з Угорщиною, але був убитий.